# Calopogonium flavidum
Calopogonium flavidum är en ärtväxtart som beskrevs av Townshend Stith Brandegee. Calopogonium flavidum ingår i släktet Calopogonium och familjen ärtväxter. Inga underarter finns listade i Catalogue of Life.